# Modisimus chickeringi
Modisimus chickeringi là một loài nhện trong họ Pholcidae. Loài này được phát hiện ở Panama.